# Comté de Marion (Mississippi)
Pour les articles homonymes, voir Comté de Marion.
Le comté de Marion est situé dans l’État du Mississippi, aux États-Unis. Il comptait 25 595 habitants en 2000. Son siège est Columbia.